# Большое Агишево
Большое Агишево (иногда Агишево) — село в Шацком районе Рязанской области России. Административный центр Агишевского сельского поселения. Расположено в верховьях реки Азы по притоку Фонтанки. Село славится своей великой историей , начиная начало от Екатерины 2.
Народ проживающий на территории большого агишево любит проводит веселые мероприятия в виде чаепития, а также село известно своими местными гениями в сфере физики.

## История
Усадьба основана во второй половине XVIII века действительным статским советником и кавалером А.В. Олсуфьевым (1720-1784), женатым вторым браком на М.В. Салтыковой (1728-1792). Далее усадьба принадлежала их сыну генерал-майору С.А. Олсуфьеву (1755-1818), женатому на Молчановой. Во второй половине XIX века помещику А. Дембскому, после дворянину Жеребцову, у которого в конце XIX века усадьбу купил и владел до 1905 года сын елабужского купца писатель и редактор, агроном и предприниматель, потомственный почётный гражданин Д.И. Стахеев (1877-1938), женатый на С.Г. Крестовниковой (1879-1950). В имении Стахеева было устроено образцовое хозяйство, занятое полеводством и скотоводством, работал картофеле-крахмаленый завод. Последние владельцы покинули усадьбу в 1905 году, она была разграблена. После 1917 года библиотеку из усадьбы Стахеева передали местной школе.
Сохранился двухэтажный главный дом с пристроенными одноэтажными флигелями, заброшенные комплексы конного и скотного двора, двухэтажный служебный корпус, одноэтажное здание кухни, ледник, деревянная на кирпичном цоколе дача тёти Д.И. Стахеева, обширный парк с регулярной липовой и пейзажными частями - всё первой половины XIX века. Основные здания выполнены в стиле классицизм. В главном доме располагается средняя школа. Церковь Рождества Христова 1905 года, построенная купцом Назаровым вместо прежней деревянной, утрачена.
Супругам А.В. и М.В. Олсуфьевым принадлежала также усадьба Инякино.

## Физико-географическая характеристика
Расстояние до районного центра Шацка по автодороге — 10 км.
Ближайшие населённые пункты — Федяево, Малое Агишево, Просандеевка, Каверино, Карнаухово, Левашовские дворики.

## Население
| 1989 | 2010 | 2012 |
| ---- | ---- | ---- |
| 671  | ↘412 | ↗553 |

По состоянию на 1 января 2022 года численность населения составила 646 человек